# جوردن وليامز (كرة سلة)
جوردن وليامز (بالإنجليزية: Jordan Williams)‏ مواليد 11 أكتوبر 1990 في تورينغتون، هو لاعب كرة سلة محترف أمريكي بدأ مسيرته الاحترافية في سنة 2011 حيث تم اختياره من قبل فريق بروكلين نتس خلال الدرافت،. يبلغ طوله 6 قدم 10 بوصة (2.1 م).

## إحصائيات المسيرة

### الموسم الاعتيادي
| السنة   | الفريق      | لعب | بدأ | دقيقة | ميداني% | ثلاثية | حرة  | ارتداد | صنع | استلاب | تصدي | نقطة |
| ------- | ----------- | --- | --- | ----- | ------- | ------ | ---- | ------ | --- | ------ | ---- | ---- |
| 2011    | بروكلين نتس | 43  | 5   | 14.8  | .507    | .000   | .652 | 3.6    | .3  | .5     | .3   | 4.6  |
| المسيرة |             | 43  | 5   | 14.8  | .507    | .000   | .652 | 3.6    | .3  | .5     | .3   | 4.6  |

## روابط خارجية
- جوردن وليامز على موقع إن بي أي (الإنجليزية)
- جوردن وليامز على موقع سبورتس رفرنس (الإنجليزية)
- جوردن وليامز على موقع كرة السلة الأوروبية.كوم (الإنجليزية)
- جوردن وليامز على موقع كلية كرة السلة في سبورتس رفرنس.كوم (الإنجليزية)
- جوردن وليامز على موقع ريلجم (الإنجليزية)
- جوردن وليامز على موقع بروبوليرز (الإنجليزية)
- جوردن وليامز على موقع سبورتس رفرنس (الإنجليزية)